# کلاه ایمنی دوچرخه

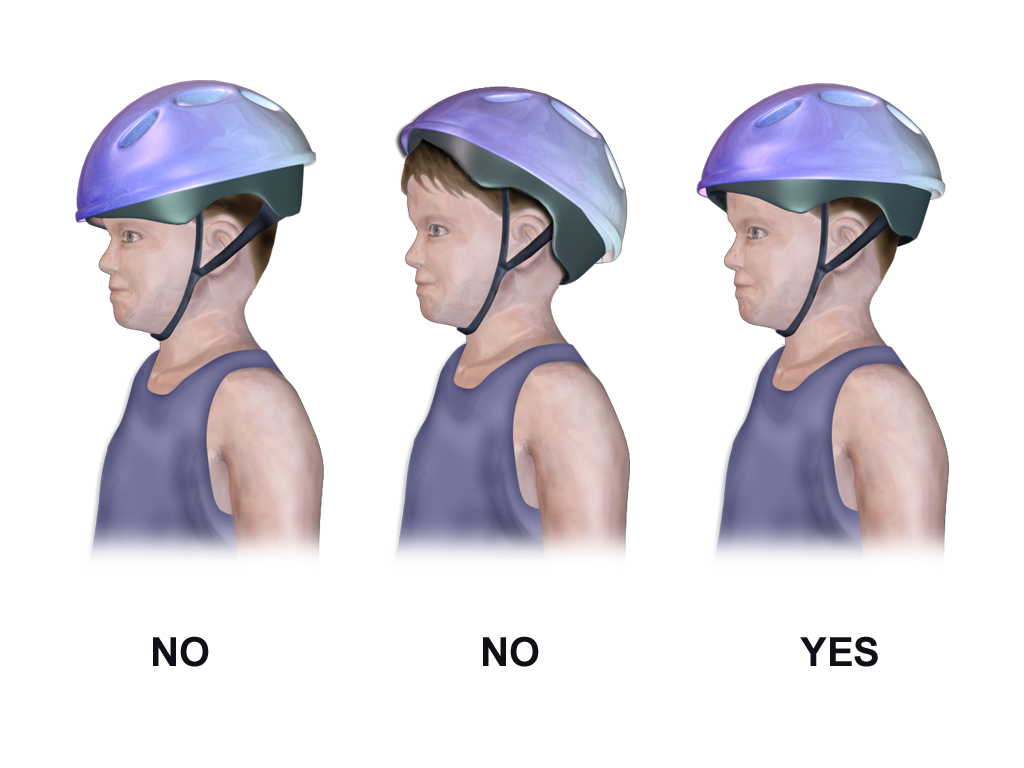
نحوه قرارگیری صحیح کلاه ایمنی

کلاه ایمنی دوچرخه نوعی کلاه است که برای کاهش اثرات وارد شدن ضربه ناشی از افتادن دوچرخه سوار به سر او استفاده می‌شود و از طرف دیگر به نوعی طراحی می‌شود که کاهش دید دوچرخه سوار را به حداقل برساند. تحقیقات علمی در حال انجام است که تاثیر حفاظتی کلاه ایمنی دوچرخه در صورت بروز حادثه را تایید کرده و تاثیر استفاده از کلاه ایمنی بر رفتار دوچرخه و موتور سواران را نشان می‌دهد. همچنین بحث‌هایی در رابطه با آنکه چه چیزهایی می‌توان از تحقیقات موجود دریافت، استفاده از کلاه ایمنی باید اختیاری یا اجباری باشد یا فقط مورد استفاده کودکان قرار گیرد یا تمام سنین، جریان دارد. به‌طور مشخص بحث بر سر قوانین کلاه ایمنی دوچرخه پیچیده و گاهی ناخوشایند است، چرا که در اغلب اوقات برداشت‌های متفاوتی در تحقیقات علمی و دانشگاهی وجود دارد و از طرف دیگر سلایق و تصورات اشخاص مختلف نیز متفاوت است.